# Tatsunoko Fight
Tatsunoko Fight (タツノコファイト?, Tatsunoko Faito) è un videogioco picchiaduro a incontri sviluppato e pubblicato dalla Takara per PlayStation in Giappone nell'ottobre 2000. Il gioco utilizza i personaggi di vari anime prodotti dalla Tatsunoko, oltre ad alcuni personaggi creati appositamente per il gioco. Ogni serie presente nel gioco è rappresentata da personaggi, ambienti, musiche e doppiatori tratti dalla serie in questione, unitamente a nuovi filmati prodotti dalla Tatsunoko Production.

## Personaggi
| Personaggi                                                       | Serie                       |
| ---------------------------------------------------------------- | --------------------------- |
| - Ken Washio l'aquila - Jun Shiratori il cigno - Berg Katse      | Gatchaman                   |
| - Casshern - Luna Kotsuki - Buraiking Boss/Briking               | Kyashan il ragazzo androide |
| - Tekkaman - Andro Umeda - Dobrai                                | Tekkaman                    |
| - Hurricane Polymar - Teru Nanba - Astral Chameleon              | Hurricane Polymar           |
| Personaggi originali - Volter - Neon - Karochi Taiki - Rosraisen |                             |

Otto anni più tardi la collaborazione con Capcom porta un successore spirituale con il nome di Tatsunoko Vs. Capcom. 